# خوزه رومرا
خوزه رومرا (انگلیسی: José Romera؛ زادهٔ ۸ سپتامبر ۱۹۸۷) بازیکن فوتبال اهل اسپانیا است.
از باشگاه‌هایی که در آن بازی کرده‌است می‌توان به باشگاه فوتبال دوکلا پراگ و باشگاه فوتبال باومیت یابلونتس اشاره کرد.